# Prokopios z Kaisareie
Prokopios z Kaisareie (cca 500 – cca 565 n. l.) byl byzantský historik a učenec, známý především svým dílem o byzantsko-perských, byzantsko-vandalských a byzantsko-ostrogótských válkách za vlády císaře Justiniána I.

## Život
Prokopios se narodil v bohatém přístavním městě Caesarei, které bylo administrativním centrem a sídlem správce provincie Palestiny. Patronem města byl křesťanský mučedník Prokopios, který zahynul v roce 303 za Diocletianova pronásledování křesťanů, a Prokopios dostal své jméno, v klasickém období neobvyklé, bezesporu po něm.
Pocházel ze zámožné rodiny, měl tedy i dobré vzdělání. Lze předpokládat, že navštěvoval proslulou řečnickou školu v Gaze, a osvojil si tu znalost klasické řecké literatury, je také možné, že studia dokončil na právnické škole v Berytu. Prokopiovým rodným jazykem byla řečtina, ovládal však i latinu a do jisté míry i perštinu a gótštinu.
Roku 526/527 byl přidělen jako poradce do štábu vojevůdce Belisara, velitele posádky města Daras. Prokopios obdivoval Belisara a byl po jeho boku, když po návratu z perské hranice potlačil v Konstantinopoli povstání Níká a zachránil tak trůn císaři Justiniánovi. Zúčastnil se také Belisarovy výpravy do Afriky, prodělal i italskou výpravu až do pádu Ravenny v roce 540.
Pak se vrátil do Konstantinopole, kde již natrvalo zůstal. V roce 542 zde zažil morovou epidemii, při níž zahynula pětina, či dokonce čtvrtina všech obyvatel města. Později se mu dostalo vysokých poct. Byla mu udělena hodnost ilustris a snad i patricius (patrikios), což znamenalo přiřazení mezi společenskou elitu. Nositel těchto titulů mohl zastávat různé úřady, avšak u Prokopia se nám v tomto směru nezachovaly žádné zprávy. Od návratu do Konstantinopole se především věnoval práci na svém historickém díle, v němž vylíčil dějiny Justiniánových válek.

## Dílo
Prokopiův spis nazvaný prostě Knihy o válkách se původně skládal ze sedmi knih. První dvě líčily válku s Peršany, další dvě válku s Vandaly a konečně poslední tři válku s Góty. Každá z těchto tří částí byla koncipována jako samostatný celek a každá z nich také začínala líčením událostí, které válce předcházely. V bojích s Peršany se tak vrací k době smrti císaře Arcadia a ve válce s Vandaly až k době smrti jeho otce Theodosia I., zatímco knihy o válce s Góty začínají líčením jednoroční vlády posledního západořímského císaře Romula Augustula.
Při vlastním popisu válek pak už Prokopios pokračuje v přísně chronologickém pořádku, přičemž při výkladu o událostech v Asii a v Africe sleduje podle Hérodotova vzoru dobu vlády jednotlivých panovníků, kdežto při líčení válek v Itálii příklad Thúkydidův a události vřazuje do jednotlivých let války, jak šly za sebou. Události jsou ve všech třech částech díla uvedeny až do roku 550, kdy Prokopios dílo zveřejnil. Později přidal k dílu ještě jednu knihu, kterou dovedl do roku 552. Tato kniha už není jen pokračováním předchozích knih o válce s Góty. Líčí v ní události ve všech částech říše souvisle a zároveň věnuje velkou pozornost i vnitřním poměrům, takže kniha se z historie jednotlivých válek mění v historii celé říše. Poslední knihu válek Prokopios dokončil roku 556.
Krátce nato začal pracovat na novém díle, věnovaném stavební činnosti. Tento spis je nazván O stavbách a má nesmírnou cenu při zkoumání dějin umění. Je to střízlivý popis jednotlivých staveb, jež dal Justinián zbudovat, ať už šlo o vojenské pevnosti, obnovu měst nebo chrámy a kostely s konstantinopolským chrámem Svaté Moudrosti v čele. Je to dílo zaměřené na oslavu Justiniánovy vlády. Císař po úspěchu první knihy věnované konstantinopolským stavbám pověřil Prokopia, aby vypracoval další knihy o dalších stavbách z celé říše. Dochovalo se nám šest knih.
Prokopios zemřel asi roku 565 a své dílo zřejmě nedokončil. Nenacházíme v něm ani zmínku o oblasti, které Prokopios ve svých knihách o válce věnoval velkou pozornost: o Itálii. Je však také možné, že ji pominul záměrně, protože mu bylo zatěžko zahrnout chválou císaře za stavební činnost v zemi, která byla vedením jeho válek tak postižena a kde bylo tolik památek zpustošeno a zničeno.
Kromě spisů o stavbách napsal Prokopios ještě jedno historické dílo, jež však za jeho života nebylo zveřejněno a o němž se poprvé zmiňuje až autor jednoho encyklopedického slovníku z 10. století. Nazývá se většinou Anekdota (tj. nevydané dílo) nebo Historia arcana (Skryté dějiny) a obsahem se odlišuje od předchozích knih. Je to sžíravá, nenávistná a zničující kritika vlády a veškeré činnosti jak Justiniána, tak i Belisara a jeho ženy Antonie. Autor také neváhá líčit mládí císařovny Theodory jako herečky pochybné úrovně a proslulé kurtizány.
O Prokopiově autorství tohoto díla se vedly dlouho spory, dnes je však jisté, že ho skutečně napsal on. Většina faktů, které uvádí, má reálný historický význam. Datovat vznik tohoto posledního Prokopiova díla je nesnadné, usuzuje se však, že bylo napsáno v letech 558–559, tedy v době, kdy pracoval na oslavném díle o Justiniánových stavbách. Jeho Anekdota líčí odvrácenou stranu slavné vlády císaře Justiniána a podává svědectví o intelektuální a morální schizofrenii historika velké doby, který se vnitřně rozešel s mocnými, jimž musel sloužit.